# Believe (album van Justin Bieber)

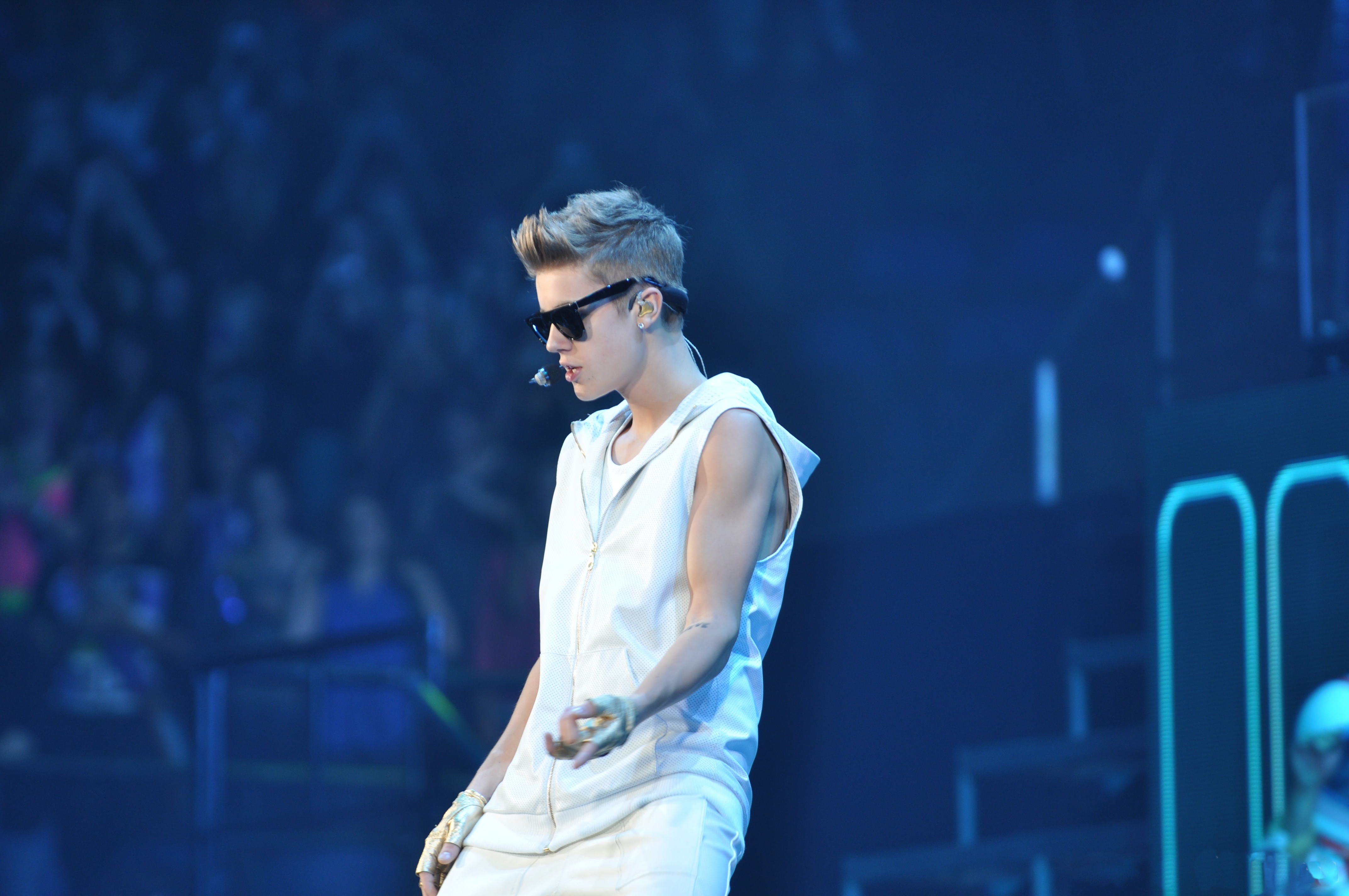
Bieber tijdens de Believe Tour in 2012.

Believe is het derde studioalbum van Justin Bieber. Het album is uitgekomen op 15 juni 2012 bij Island Records. Het is de opvolger van de kerst-cd "Under The Mistletoe". Ter promotie van dit album ondernam Justin Bieber een wereldtour genaamd Believe Tour.

## Singles
- "Boyfriend" was de eerste single die afkomstig is van het album. De single kwam uit op 26 maart 2012.
- "As Long As You Love Me" was de tweede single afkomstig van Believe. Deze single kwam uit op 10 juli 2012 en was alleen als download te verkrijgen.
- "Beauty And A Beat" is de derde single afkomstig van het album Believe. Dit liedje is samen met Nicki Minaj gezongen. De single kwam alleen als download uit op 24 oktober 2012.
- "Right Here" kwam uit op 5 februari 2013. Deze single is een samenwerking met de Canadese zanger Drake.
- "All Around the World" is de voorlopig laatste single die afkomstig is van het album. Op dit nummer wordt Justin Bieber bijgestaan door Ludacris. De single werd uitgebracht als download op 26 februari 2013.

### Singles met hitnoteringen in Nederland/Vlaanderen
| Single met eventuele hitnotering(en) in de Nederlandse Top 40 | Datum van verschijnen | Datum van binnenkomst | Hoogste positie | Aantal weken | Opmerkingen                                |
| ------------------------------------------------------------- | --------------------- | --------------------- | --------------- | ------------ | ------------------------------------------ |
| Boyfriend                                                     | 2012                  | 31-03-2012            | Tip2            | -            | nr. 8 in Single Top 100                    |
| All Around the World                                          | 2012                  | 09-06-2012            | Tip11           | -            | Met Ludacris / nr. 52 in Single Top 100    |
| Beauty And A Beat                                             | 2012                  | 10-11-2012            | Tip1            | -            | Met Nicki Minaj / nr. 43 in Single Top 100 |
| As Long As You Love Me                                        | 2012                  | -                     | -               | -            | nr. 33 in Single Top 100                   |
| Die in Your Arms                                              | 2012                  | -                     | -               | -            | nr. 41 in Single Top 100                   |

## Tracklist
| Nr. | Titel                                 | Schrijver(s) | Producer(s)                | Duur |
| --- | ------------------------------------- | --- | -------------------------- | ---- |
| 1   | All Around The World met Ludacris     | Justin Bieber, Nasri Atweh, Adam Messinger, Nolan Lambroza, Christopher Bridges                                                                                         | Messinger, Nasri, Lambroza | 4:04 |
| 2   | Boyfriend                             | Justin Bieber, Mike Posner, Mason Levy, Matthew Musto | Posner, MdL                | 2:51 |
| 3   | As Long As You Love Me met Big Sean   | Rodney Jerkins, Andre Lindal, Nasri Atweh, Justin Bieber, Sean Anderson                                                                                                 | Darkchild, Lindal          | 3:49 |
| 4   | Catching Feelings                     | Justin Bieber, Patrick Smith, Antonio Dixon, Eric Dawkins, Damon Thomas, Kenneth Edmonds                                                                                | The Pentagon, j.Que Smith  | 3:54 |
| 5   | Take You                              | Justin Bieber, Raphaël Judrin, Pierre-Antoine Melki, Ross Golan, James Abrahart, Alex Dezen, Ben Maddahi                                                                | soFLY & Nius               | 3:40 |
| 6   | Right Here (met Drake)                | Justin Bieber, Chauncey Hollis, Aubrey Graham, Eric Bellinger | Hit-Boy                    | 3:24 |
| 7   | Fall                                  | Justin Bieber, Mason Levy, Jacob Lutrell | MdL, Lutrell               | 4:08 |
| 8   | Die in Your Arms                      | Rodney Jerkins, Dennis Jenkins, Travis Sayles, Thomas Lumpkins, Kelly Lumpkins, Justin Bieber, Berry Gordy, Alphonso Mizell, Freddie Perren, Deke Richards, Herb Rooney | Darkchild, Aganee, Sayles  | 3:57 |
| 9   | "Thought Of You"                      | Justin Bieber, Ariel Rechtshaid, Thomas Pentz, Eric Bellinger | Rechtshaid, Diplo          | 3:50 |
| 10  | "Beauty and a Beat" (met Nicki Minaj) | Max Martin, Anton Zaslavski, Savan Kotecha, Onika Maraj | Martin, Zedd               | 3:48 |
| 11  | "One Love"                            | Justin Bieber, Brandon Green | Bei Maejor                 | 3:54 |
| 12  | "Be Alright"                          | Justin Bieber, Dan Kanter | Bieber, Kanter             | 3:09 |
| 13  | "Believe"                             | Justin Bieber, Nasri Atweh, Adam Messinger, Nolan Lambroza, Tucker | Messinger, Nasri           | 3:42 |

### Itunesbonus track
| Nr. | Titel                 | Schrijver(s)                 | Producer(s) | Duur |
| --- | --------------------- | ---------------------------- | ----------- | ---- |
| 14  | "Love Me Like You Do" | Justin Bieber, Brandon Green | Bei Maejor  | 4:39 |

### Ticketmaster/European Amazon MP3 bonus track
| Nr. | Titel      | Schrijver(s)  | Producer(s) | Duur |
| --- | ---------- | ------------- | ----------- | ---- |
| 15  | "Hey Girl" | Justin Bieber | -           | 1:38 |

### Zweedse bonus track/Spotify bonus track
| Nr. | Titel                         | Schrijver(s)                                                    | Producer(s) | Duur |
| --- | ----------------------------- | --------------------------------------------------------------- | ----------- | ---- |
| 16  | "Fairytale" (met Jaden Smith) | Justin Bieber, Jaden Smith, Bernard Harvey, Anthony L. Saunders | Harv & S    | 3:12 |

### Deluxe edition bonus tracks
| Nr. | Titel                       | Schrijver(s)                                                             | Producer(s)       | Duur |
| --- | --------------------------- | ------------------------------------------------------------------------ | ----------------- | ---- |
| 17  | "Out Of Town Girl"          | Justin Bieber, Kenneth Coby, Graham Liam                                 | Soundz            | 3:33 |
| 18  | "She Don't Like The Lights" | Rodney Jerkins, Andre Lindal, Tiyon Mack, Justin Bieber, Benjamin Fekete | Darkchild, Lindal | 3:59 |
| 19  | "Maria"                     | Rodney Jerkins, August Rigo, Justin Bieber, Scooter Braun                | Darkchild         | 4:08 |

### Japanse deluxe edition bonus track
| Nr. | Titel            | Schrijver(s)                                                    | Producer(s) | Duur |
| --- | ---------------- | --------------------------------------------------------------- | ----------- | ---- |
| 20  | "Just Like Them" | Justin Bieber, Nasri Atweh, Bernard Harvey, Anthony L. Saunders | Harv & S    | 2:52 |

## Hitnotering

### NederlandseAlbum Top 100
| Hitnotering: (Week 1 t/m 26) 23-06-2012 t/m 15-12-2012 | Hitnotering: (Week 1 t/m 26) 23-06-2012 t/m 15-12-2012 | Hitnotering: (Week 1 t/m 26) 23-06-2012 t/m 15-12-2012 | Hitnotering: (Week 1 t/m 26) 23-06-2012 t/m 15-12-2012 | Hitnotering: (Week 1 t/m 26) 23-06-2012 t/m 15-12-2012 | Hitnotering: (Week 1 t/m 26) 23-06-2012 t/m 15-12-2012 | Hitnotering: (Week 1 t/m 26) 23-06-2012 t/m 15-12-2012 | Hitnotering: (Week 1 t/m 26) 23-06-2012 t/m 15-12-2012 | Hitnotering: (Week 1 t/m 26) 23-06-2012 t/m 15-12-2012 | Hitnotering: (Week 1 t/m 26) 23-06-2012 t/m 15-12-2012 | Hitnotering: (Week 1 t/m 26) 23-06-2012 t/m 15-12-2012 | Hitnotering: (Week 1 t/m 26) 23-06-2012 t/m 15-12-2012 | Hitnotering: (Week 1 t/m 26) 23-06-2012 t/m 15-12-2012 | Hitnotering: (Week 1 t/m 26) 23-06-2012 t/m 15-12-2012 | Hitnotering: (Week 1 t/m 26) 23-06-2012 t/m 15-12-2012 | Hitnotering: (Week 1 t/m 26) 23-06-2012 t/m 15-12-2012 | Hitnotering: (Week 1 t/m 26) 23-06-2012 t/m 15-12-2012 | Hitnotering: (Week 1 t/m 26) 23-06-2012 t/m 15-12-2012 | Hitnotering: (Week 1 t/m 26) 23-06-2012 t/m 15-12-2012 | Hitnotering: (Week 1 t/m 26) 23-06-2012 t/m 15-12-2012 | Hitnotering: (Week 1 t/m 26) 23-06-2012 t/m 15-12-2012 | Hitnotering: (Week 1 t/m 26) 23-06-2012 t/m 15-12-2012 | Hitnotering: (Week 1 t/m 26) 23-06-2012 t/m 15-12-2012 | Hitnotering: (Week 1 t/m 26) 23-06-2012 t/m 15-12-2012 | Hitnotering: (Week 1 t/m 26) 23-06-2012 t/m 15-12-2012 | Hitnotering: (Week 1 t/m 26) 23-06-2012 t/m 15-12-2012 | Hitnotering: (Week 1 t/m 26) 23-06-2012 t/m 15-12-2012 |
| Week                                                   | 01                                                     | 02                                                     | 03                                                     | 04                                                     | 05                                                     | 06                                                     | 07                                                     | 08                                                     | 09                                                     | 10                                                     | 11                                                     | 12                                                     | 13                                                     | 14                                                     | 15                                                     | 16                                                     | 17                                                     | 18                                                     | 19                                                     | 20                                                     | 21                                                     | 22                                                     | 23                                                     | 24                                                     | 25                                                     | 26                                                     |
| ------------------------------------------------------ | ------------------------------------------------------ | ------------------------------------------------------ | ------------------------------------------------------ | ------------------------------------------------------ | ------------------------------------------------------ | ------------------------------------------------------ | ------------------------------------------------------ | ------------------------------------------------------ | ------------------------------------------------------ | ------------------------------------------------------ | ------------------------------------------------------ | ------------------------------------------------------ | ------------------------------------------------------ | ------------------------------------------------------ | ------------------------------------------------------ | ------------------------------------------------------ | ------------------------------------------------------ | ------------------------------------------------------ | ------------------------------------------------------ | ------------------------------------------------------ | ------------------------------------------------------ | ------------------------------------------------------ | ------------------------------------------------------ | ------------------------------------------------------ | ------------------------------------------------------ | ------------------------------------------------------ |
| Nummer                                                 | 2                                                      | 5                                                      | 6                                                      | 12                                                     | 19                                                     | 25                                                     | 35                                                     | 16                                                     | 10                                                     | 16                                                     | 32                                                     | 47                                                     | 62                                                     | 72                                                     | 76                                                     | 57                                                     | 92                                                     | 84                                                     | 88                                                     | 98                                                     | 92                                                     | 81                                                     | 64                                                     | 60                                                     | 59                                                     | Uit                                                    |